# Tulipanboblen
Tulipanboblen, tulipanmanien (nederlandsk: tulpenmanie) eller tulipansvindelen var en episode under den hollandske guldalder, hvor kontraktpriser for visse blomsterløg fra de nyligt introducerede og populære tulipaner nåede ekstraordinære højder. Den helt store stigning begyndte i 1634 og endte i et dramatisk kollaps i februar 1637. Tulipanboblen betragtes generelt som den første økonomiske boble, som er beskrevet. På mange måder var tulipanmanien mere et socioøkonomisk fænomen end en økonomisk krise. Den havde ingen kritisk indflydelse på den hollandske republik, der var en af verdens største økonomiske magter i 1600-tallet med den højeste indkomst per indbygger i verden fra omkring 1600 til omkring 1720. Begrebet "tulipanmani" eller "tulipanboble" bruges nu ofte som en metafor for en stor økonomisk boble, hvor prisen på en vare afviger voldsomt fra dens indre værdi.
Formelle future-markeder opstod i Holland i 1600-tallet, og de mest notable var tulipanmarkedet på toppen af tulipanboblen. I februar 1637, hvor tulipanmanien toppede, blev enkelte tulipanløg solgt for mere end 10 gange en udlært håndværkers årsindkomst. Det er vanskeligt at forske i emnet, da det er begrænset, hvor meget økonomisk data der findes fra 1630'erne, og hvor meget der stammer fra partiske eller spekulative kilder. Nogle moderne økonomer har foreslået en rationel forklaring frem for en spekulativ mani som årsag til stigning og fald i priserne. Eksempelvis havde andre varer som hyacinter også en høj pris, da de blev introduceret, og prisen faldt også, da de blev mere udbredt. Høje priser kan også være drevet op af forventning om et dekret fra parlamentet om, at kontrakter kunne annulleres mod et mindre beløb. Det betød lavere risiko for køberne.
Begivenheden i 1637 blev udbredt i 1841 med udgivelsen af bogen Extraordinary Popular Delusions and the Madness of Crowds af den skotske journalist Charles Mackay, som skrev, at der på et tidspunkt var tilbudt 5 hektar jord for et enkelt løg fra tulipanen Semper Augustus. Mackay påstod, at mange investorer blev ruineret, da priserne faldt, og at den hollandske handel led et stort tab. Selv om Mackays bog er en klassiker, udfordres hans udlægning af begivenhederne. Mange moderne forskere mener, at tulipanboblen ikke var så destruktiv, som han har beskrevet, men var begrænset til en gruppe borgere i visse byer.

## Baggrund
I middelalderen havde man også spekuleret i forskellige varer som enhjørningehorn (fra narhvaler), relikvier og statsgældspapirer, hvis nominelle værdi kunne være forskellig fra markedsværdien, men det udviklede sig aldrig som tulipanmanien.

## Tulipanmanien tager fart
Tulipanen kom til Europa i midten af 1500-tallet fra Det Osmanniske Rige, men var i begyndelsen mest af interesse for botanikere og samlere, til dels fordi den formerede sig langsomt. I 1630'erne nåede dyrkningen af tulipanen til Nederlandene, og det viste sig, at blomsterplanten trivedes godt i landets klima. De handlende opdagede, at prisen steg, hvis de beholdt de dyrere løg en tid. En ny generation af avlere begyndte så at sammenlægge jord og i stor skala dyrke tulipaner, som de solgte på egen hånd. De begyndte at sælge løgene i mindre og mindre portioner, så selv knap så velstående borgere kunne være med – hvilket lettedes af ganske høje reallønninger og de gode tider med megen kapital i den gyldne periode.
For første gang så man, hvordan penge øjensynligt kunne yngle: når flere blev lokket til at handle, steg priserne, og efterhånden kunne selv kasserede løg sælges. Advarsler om, at bunden kunne gå ud af markedet, afviste man med, at tulipanerne kunne formere sig selv, og at der snart ville komme købere fra andre dele af verden for at deltage i det nederlandske tulipanmarked. Da løgene blot kunne handles fra juni til oktober, hvor de ikke var i jorden, var handelen underlagt en vis usikkerhed, som også medvirkede til at drive priserne i vejret. Man begyndte også at handle med fremtidig høst, en af historiens første future-handler. Og man købte løg af folk, man vidste, ikke havde dækning for dem, men måtte købe dem hos andre.

## Boblens højdepunkt og sammenfald
I 1634 steg efterspørgslen brat, og to år senere var prisen på almindelige løg tredoblet; på de særlige løg steg prisen op til 12 gange. Folk blev inddraget i stigende grad – nogle solgte hus og ejendom, ofte til underpris, for at deltage i handlen. Løget "Centen" steg det år fra 40 til 350 floriner på nogle måneder.
Handelen nåede sit højdepunkt ved årsskiftet 1636/1637. Man har søgt at illustrere værdien med en "kurv varer" med hvede, rug, fede okser, fede svin med videre. Det er dog omstridt, hvordan det skal fortolkes.
I februar 1637 bristede boblen. Priserne ophørte med at stige, og køberne fik travlt med at realisere gevinster. Futures blev hurtigt værdiløse, og ved månedens udgang kunne man ikke længere sælge løg. Mange blev ruineret, og Nederlandene oplevede et midlertidigt økonomisk tilbageslag.